# Minnesota Vikings 1965
La stagione NFL 1965 fu la 5ª per i Minnesota Vikings nella Lega.

## Scelte nel Draft 1965
| Draft NFL 1965   |                  |                  |                                        |                                        |                                        |                                        |
| Ordine del Draft | Ordine del Draft | Ordine del Draft | Giocatore                              | Ruolo                                  | College                                | Note                                   |
| Giro             | Scelta           | Generale         | Giocatore                              | Ruolo                                  | College                                | Note                                   |
| 1                | 8                | 8                | Jack Snow                              | Wide Receiver                          | Notre Dame                             |                                        |
| 2                | 1                | 15               | Archie Sutton                          | Offensive tackle                       | Illinois                               | dai Giants[a]                          |
| 2                | 9                | 23               | Lance Rentzel                          | Wide receiver                          | Oklahoma                               |                                        |
| 3                | 8                | 36               | Scambiata con i Pittsburgh Steelers[b] | Scambiata con i Pittsburgh Steelers[b] | Scambiata con i Pittsburgh Steelers[b] | Scambiata con i Pittsburgh Steelers[b] |
| 4                | 9                | 51               | Jim Whalen                             | Wide receiver                          | Boston College                         |                                        |
| 4                | 13               | 55               | Jim Harris                             | Offensive tackle                       | Utah State                             | dai Browns[c]                          |
| 5                | 8                | 64               | Scambiata con i Detroit Lions[d]       | Scambiata con i Detroit Lions[d]       | Scambiata con i Detroit Lions[d]       | Scambiata con i Detroit Lions[d]       |
| 6                | 9                | 79               | Jim Grisham                            | Running back                           | Oklahoma                               |                                        |
| 7                | 8                | 92               | Scambiata con i Detroit Lions[e]       | Scambiata con i Detroit Lions[e]       | Scambiata con i Detroit Lions[e]       | Scambiata con i Detroit Lions[e]       |
| 8                | 2                | 100              | John Hankinson                         | Quarterback                            | Minnesota                              | dai 49ers[f]                           |
| 8                | 9                | 107              | Jeff Jordon                            | Running back                           | Tulsa                                  |                                        |
| 9                | 8                | 120              | Frank McClendon                        | Offensive tackle                       | Alabama                                |                                        |
| 10               | 9                | 135              | Jerald Schweiger                       | Offensive tackle                       | Wisconsin–Superior                     |                                        |
| 11               | 8                | 148              | John Thomas                            | Wide receiver                          | USC                                    |                                        |
| 12               | 9                | 163              | Mike Tilleman                          | Defensive tackle                       | Montana                                |                                        |
| 13               | 8                | 176              | Dave Osborn                            | Running back                           | North Dakota                           |                                        |
| 14               | 9                | 191              | Max Leetzow                            | Wide receiver                          | Idaho                                  |                                        |
| 15               | 8                | 204              | Phillip Morgan                         | Running back                           | East Tennessee State                   |                                        |
| 16               | 9                | 219              | Paul Labinski                          | Offensive tackle                       | St. John's (Minnesota)                 |                                        |
| 17               | 8                | 232              | Veran Smith                            | Running back                           | Utah State                             |                                        |
| 18               | 9                | 247              | Rich Kotite                            | Wide receiver                          | Wagner                                 |                                        |
| 19               | 8                | 260              | Ellis Johnson                          | Running back                           | Southeastern Louisiana                 |                                        |
| 20               | 9                | 271              | Cosmo Iacavazzi                        | Running back                           | Princeton                              |                                        |

Note:
- [a] I Giants scambiarono la loro scelta nel 4º giro (53ª assoluta) al Draft NFL 1964 e la loro scelta nel 2º giro (15ª assoluta) con i Vikings in cambio del RB Hugh McElhenny.
- [b] I Vikings scambiarono la loro scelta nel 3º giro (36ª assoluta) con gli Steelers in cambio del RB Bob Ferguson.
- [c] I Browns scambiarono la loro scelta nel 4º giro (55ª assoluta) (e secondo alcuni referti anche la loro scelta nel 6º giro (90ª assoluta) al Draft NFL 1966) con i Vikings in cambio del DT Mike Bundra.
- [d] I Vikings scambiarono la loro scelta nel 5º giro (64ª assoluta) con i Lions in cambio del WR Tom Hall e dell'HB Bruce Zellmer.
- [e] I Vikings scambiarono la loro scelta nel 7º giro (92ª assoluta) e la loro scelta nel 6º giro (87ª assoluta) al Draft NFL 1966 con i Lions in cambio del DT Mike Bundra e del DT Larry Vargo.
- [f] I 49ers scambiarono la loro scelta nell'8º giro (100ª assoluta) con i Vikings in cambio del DT Roy Williams.

## Partite

### Stagione regolare
| Calendario |              |                       |           |                               |            |        |
| Settimana  | Data         | Avversario            | Risultato | Stadio                        | Spettatori | Record |
| 1          | 19 settembre | @ Baltimore Colts     | P 35-16   | Memorial Stadium              | 56.562     | 0-1    |
| 2          | 26 settembre | Detroit Lions         | P 31-29   | Metropolitan Stadium          | 46.826     | 0-2    |
| 3          | 3 ottobre    | @ Los Angeles Rams    | V 38-35   | Los Angeles Memorial Coliseum | 36.755     | 1-2    |
| 4          | 10 ottobre   | New York Giants       | V 24-23   | Metropolitan Stadium          | 44.283     | 2-2    |
| 5          | 17 ottobre   | Chicago Bears         | P 45-37   | Metropolitan Stadium          | 47.426     | 2-3    |
| 6          | 24 ottobre   | @ San Francisco 49ers | V 42-41   | Kezar Stadium                 | 42.680     | 3-3    |
| 7          | 31 ottobre   | @ Cleveland Browns    | V 27-17   | Cleveland Stadium             | 83.505     | 4-3    |
| 8          | 7 novembre   | Los Angeles Rams      | V 24-13   | Metropolitan Stadium          | 47.426     | 5-3    |
| 9          | 14 novembre  | Baltimore Colts       | P 41-21   | Metropolitan Stadium          | 47.426     | 5-4    |
| 10         | 21 novembre  | Green Bay Packers     | P 38-13   | Metropolitan Stadium          | 47.426     | 5-5    |
| 11         | 28 novembre  | San Francisco 49ers   | P 45-24   | Metropolitan Stadium          | 40.306     | 5-6    |
| 12         | 5 dicembre   | @ Green Bay Packers   | P 24-19   | Lambeau Field                 | 50.852     | 5-7    |
| 13         | 12 dicembre  | @ Detroit Lions       | V 29-7    | Tiger Stadium                 | 45.420     | 6-7    |
| 14         | 19 dicembre  | @ Chicago Bears       | V 24-17   | Wrigley Field                 | 46.604     | 7-7    |

| Classifica finale della NFL Western Division 1965                                                                        | Classifica finale della NFL Western Division 1965 | Classifica finale della NFL Western Division 1965 | Classifica finale della NFL Western Division 1965 | Classifica finale della NFL Western Division 1965 | Classifica finale della NFL Western Division 1965 | Classifica finale della NFL Western Division 1965 | Classifica finale della NFL Western Division 1965 |
| | V                                                 | P                                                 | N                                                 | PCT                                               | PR                                                | PS                                                | STK                                               |
| --- | ------------------------------------------------- | ------------------------------------------------- | ------------------------------------------------- | ------------------------------------------------- | ------------------------------------------------- | ------------------------------------------------- | ------------------------------------------------- |
| Green Bay Packers | 10                                                | 3                                                 | 1                                                 | .769                                              | 316                                               | 224                                               | N-1                                               |
| Baltimore Colts | 10                                                | 3                                                 | 1                                                 | .769                                              | 389                                               | 284                                               | V-1                                               |
| Chicago Bears | 9                                                 | 5                                                 | 0                                                 | .643                                              | 409                                               | 275                                               | P-1                                               |
| San Francisco 49ers | 7                                                 | 6                                                 | 1                                                 | .538                                              | 421                                               | 402                                               | N-1                                               |
| Minnesota Vikings | 7                                                 | 7                                                 | 0                                                 | .500                                              | 383                                               | 403                                               | V-2                                               |
| Detroit Lions | 6                                                 | 7                                                 | 1                                                 | .462                                              | 257                                               | 295                                               | V-1                                               |
| Los Angeles Rams | 4                                                 | 10                                                | 0                                                 | .286                                              | 269                                               | 328                                               | P-1                                               |
| Legenda: V = Vittorie, P = Sconfitte, N = Pareggi, PCT= Percentuale di vittoria, PR= Punti realizzati, PS = Punti Subiti |                                                   |                                                   |                                                   |                                                   |                                                   |                                                   |                                                   |